# روسولا مبيضة
روسولا مبيضة (الاسم العلمي: Russula albida) هي نوع من الفطريات تتبع جنس الروسولا من الفصيلة الروسولية.